# Teorías de cuerdas de Tipo II
En física teórica, la teoría de cuerdas de tipo II es un término unificado que incluye las teorías de cuerdas de tipo IIA y de tipo IIB. Esto da cuenta de dos de las cinco teorías de supercuerdas consistentes en diez dimensiones. Ambas teorías tienen la cantidad máxima de supersimetría es decir 32 supercargas en diez dimensiones. Ambas teorías se basan en cuerdas cerradas orientadas.

## La cuerda de tipo IIA
En energías bajas, la Teoría de cuerdas de Tipo IIA es descrita por la supergravedad de tipo IIA en diez dimensiones que es una teoría no quiral (es decir, simétrica izquierda-derecha) con (1, 1) d = 10 supersimetría; el hecho de que las anomalías se cancelen en esta teoría es, por lo tanto, trivial.
En los años 90 fue observado por Edward Witten (basado en intuiciones anteriores de Michael Duff, de Paul Townsend, y otros) que el límite de la teoría de cuerdas de tipo IIA en el cual el acoplamiento de la cuerda va al infinito se convierte en una nueva teoría 11-dimensional llamada teoría M.

## La cuerda de tipo IIB
En energías bajas, la Teoría de cuerdas de Tipo IIB es descrita por la supergravedad de tipo IIB en diez dimensiones que es una teoría quiral (es decir, asimétrica izquierda-derecha) con (2, 0) d = 10 supersimetría; el hecho de que las anomalías se cancelen en esta teoría es, por lo tanto, no trivial.
En los años 90 fue observado que la teoría de cuerdas de tipo II con acoplamiento de cuerda g constante es equivalente a la misma teoría con acoplamiento 1/g. Esta equivalencia se conoce como dualidad S.
"Orientifolding" la teoría de cuerdas de tipo IIB conduce a la teoría de cuerdas de tipo I.
El tratamiento matemático de la teoría de cuerdas del tipo IIB pertenece a la geometría algebraica, específicamente la teoría de la deformación de estructuras complejas estudiadas originalmente por Kunihiko Kodaira y Donald C. Spencer.
En 1997 Juan Maldacena dio algunos argumentos que indican que la teoría de cuerdas de tipo IIB es equivalente a una teoría supersimétrica de Yang Mills con 4 supersimetrías y el grupo de calibre SU (N), en el límite de 't Hooft; Fue la primera sugerencia sobre la correspondencia AdS/CFT.

## Relación entre las teorías de tipo II
A finales de los 80, se vio que la teoría de cuerdas de tipo IIA está relacionada con la teoría de cuerdas de tipo IIB por la dualidad T.